# Кочегаров, Алексей Фёдорович
Алексей Фёдорович Кочегаров (24 февраля 1908, Мормыши, Томская губерния — 31 декабря 1991, Мамонтово, Алтайский край) — советский снайпер, участник Великой Отечественной войны, старший лейтенант. Основатель школы снайперов на Ленинградском фронте. Кавалер «Серебряной Звезды» (США).

## Биография
Кочегаров родился 24 февраля 1908 года в селе Мормыши Касмалинской волости Барнаульского уезда Томской губернии Российской империи, ныне село Мормыши в Романовском районе Алтайского края России.

Династия Кочегаровых связана с хлеборобским и охотничьим делом. В 12 лет Кочегаров ходил на охоту с отцом. До войны работал в зверобойном колхозе.

«Женат с 1927 года, жена работала в колхозе, Татьяна. И двое детей: мальчик Геннадий и девочка Мальвина. У жены — 5 братьев, работали учителями, один председателем колхоза. Сейчас все на фронте, и все на Ленинградском. У меня был брат на Московском фронте, Григорий, младший. Наверное, уже убит — нет сведений.» — из книги Павла Николаевича Лукницкого «Ленинград действует: Фронтовой дневник».

2 августа 1941 года Кочегаров был призван в ряды РККА и боевой путь начал снайпером на Ленинградском фронте в 128-й Псковской стрелковой дивизии.

22 февраля 1942 года награждён орденом Красной Звезды. С 28 февраля 1943 года — на Волховском фронте в составе 372-й стрелковой дивизии.

25 июня 1943 года представлялся к присвоению к высшей награде страны — звания Герой Советского Союза (Медаль «Золотая Звезда»), но не получил его. Указом Президиума Верховного Совета от 22 февраля 1944 года награждён орденом Красного Знамени.

Всего у Кочегарова в снайперской книжке с 1941 года по 16 октября 1943 года значилось 182 убитых врага. В созданной Алексеем Федоровичем Кочегаровым школе снайперов на Ленинградском фронте им было подготовлено более 400 снайперов.

Писатель Павел Николаевич Лукницкий писал о Кочегарове в книге «Ленинград действует: Фронтовой дневник» (Книга II. Второй год войны, Глава пятая. Ради одной пули) и посвятил ему главу.

13 июня 1944 года был награждён «Серебряной звездой» (США) за храбрость в военных действиях.

Перенёс за войну три ранения и тяжёлую контузию. Войну закончил в Германии, попав 1 мая 1945 года в госпиталь после контузии и пролечившись там до 15 августа 1945 года, а 30 декабря 1945 года демобилизовался.

После окончания войны проживал в селе Мамонтово (Алтайский край). Продолжал заниматься охотой и работал егерем. Умер 31 декабря 1991 года.

Алтайский государственный краеведческий музей и Мамонтовский районный краеведческий музей. Хранят память о Кочегарове.[уточнить]

## Награды
- Серебряная звезда (США)[5]
- Орден Красного Знамени[6][9]
- Орден Отечественной войны 2-й степени
- Орден Красной Звезды[9]
- медали

## Память
- В 2020 году имя снайпера Алексея Кочегарова присвоили заказнику «Мамонтовский»[9].